# Nola lichenosa
Nola lichenosa är en fjärilsart som beskrevs av Robinson 1975. Nola lichenosa ingår i släktet Nola och familjen trågspinnare. Inga underarter finns listade i Catalogue of Life.